# Lithopoma tuber
Lithopoma tuber là một loài ốc biển lớn, thuộc họ Turbinidae.  

## Mô tả
Kích thước vỏ của loài này thay đổi từ 25 mm đến 75 mm.

## Phân bổ
Loài này phân bố ở ngoài khơi Đông Nam Florida, Mỹ và ngoài khơi Tây Ấn .